# アグア・ドゥルセの戦い
ロス・クアテス・デ・アグア・ドゥルセの戦い(Battle of Los Cuates de Agua Dulce)は、メキシコ共和国とそれに反乱するメキシコの州、テキサスの間で行われた19世紀の戦闘。

## 背景
1833年のアントニオ・ロペス・デ・サンタ・アナの権力の増大は、いくつかのメキシコの州での公然とした反対を導いた。そのような州のひとつがコアウイラ・イ・テハス州であった。現在のテキサスにあたる部分には主にアメリカ合衆国南部からの移民が入植していた。サンタ・アナが暴力で侵害し、彼自身を独裁者に任命し、1824年のメキシコ憲法を廃止してより中央集権的な政治を行ったことに、テキサスの人々は反抗した。サンアントニオ、ゴリアド、他いくつかのメキシコの砦と町がテキサス反乱軍の手に落ちた時、サンタ・アナは反乱を懲らしめることに決めた。彼は6,000名の兵士をメキシコ北部へ進め、最大限の範囲で部隊を分割した。
メキシコ軍の先遣部隊がテクシャンのジェームス・グラント、ロバート・モリスとその一団を発見した時、ホセ・デ・ウレア将軍は、メキシコ南東軍を指揮していた。グラントとおよそ50名のテキサス軍兵士は馬を狩っていた途中で、数百頭の野生馬の捕獲に成功してサンパトリシオのアイルランド人の元入植地に運んでいた。ウレアの軍隊は、アグア・ドゥルセ・クリークにいた彼らテキサス軍に罠を仕掛けた。

## 戦闘
およそ40名のライフル部隊と80名の竜騎兵で、メキシコ軍は攻撃するために日の出を待った。テクシャンらは敗北し、グラント、モリスと41名のテクシャンは、奇襲攻撃によって死亡した。6名は逃走に成功し、グラントは7マイル(11キロ)逃げたがメキシコ軍騎兵に捕らえられた。伝えられるところによると、彼は馬から下りてもメキシコ軍竜騎兵の振り下ろすサーベルに勇敢に戦ったという。

テキサス革命